# Campionati europei di winter triathlon del 2003
I Campionati europei di winter triathlon del 2003 (VI edizione) si sono tenuti ad Donovaly in Slovacchia.
Tra gli uomini ha vinto il tedesco Benjamin Sonntag. Tra le donne ha trionfato per la terza volta l'olandese Marianne Vlasveld..

## Risultati

### Élite uomini
| Pos. | Atleta           | Paese         | Totale  |
| ---- | ---------------- | ------------- | ------- |
|      | Benjamin Sonntag | Germania      | 1:23:19 |
|      | Marc Ruhe        | Liechtenstein | 1:23:51 |
|      | Thomas Schrenk   | Germania      | 1:24:07 |

### Élite donne
| Pos. | Atleta            | Paese       | Totale   |
| ---- | ----------------- | ----------- | -------- |
|      | Marianne Vlasveld | Paesi Bassi | 01:36:58 |
|      | Sigrid Lang       | Germania    | 01:38:45 |
|      | Jutta Schubert    | Germania    | 01:43:52 |